# Diócesis de Lilibea
La diócesis de Lilibea (en latín: Dioecesis Lilybaetana) es una sede suprimida y sede titular de la Iglesia católica.

## Historia
Lilibea es una antigua ciudad de la Sicilia, correspondiente a la actual Marsala, en el oeste de la isla. Entre las testimonianzas cristianas más importantes en el sitio, se encuentra la vasta zona de cementerios cristianos con catacumbas y hipogeos menores.
Según una antigua tradición, no confirmada históricamente, la diócesis existía ya en la primera mitad del siglo II, y su primer obispo sería san Eustaquio. En el Praedestinatus, obra compuesta por un autor anónimo en la Galia meridional, hacia la mitad del siglo V, se cuenta que Eracleone, discípulo del gnóstico Valentino, empezó a predicar en Sicilia, donde encontró la oposición de los obispos Eustaquio de Lilibea y Teodoro de Palermo, que lo denunciaron ante el papa Alejandro I (105-115).
El primer obispo históricamente documentado es Pascasino, hecho prisionero y deportado al África de los vándalos; al regresar a Sicilia escribió una carta hacia el 442/443 al papa León I. El papa responde a Pascasino en 447, entregándole una carta para los obispo sicilianos. Dicho obispo participó en el Concilio de Calcedonia de 451.
No se conocen más obispos de Lilibea hasta finales del siglo VI. En el epistolario del papa Gregorio Magno están documentados otros dos obispos: Teodoro, mencionado en una carta del 593 y que resulta ser ya muerto en el mes de febrero 595; y Decio, que fue elegido y consagrado en el mes de septiembre del mismo año y que es todavía documentado en las cartas del 599. En una de estas se menciona el hecho que la patricia Adeodata había fundado en su casa de Lilibea un monasterio en honor de los santos Pedro, Lorenzo, Ermete, Pancracio, Sebastiano e Inés, todos mártires romanos.
La diócesis todavía se menciona hacia los siglos VII y VIII. El obispo Elías tomó parte en el sínodo romano de 649, mientras Teófanes estuvo entre los padres del concilio de Nicea del 787.
Desde el tiempo de Gregorio Magno, la Sicilia hacía parte del imperio bizantino; sin embargo las diócesis sicilians no tenían un metropolitano y dependían todas de Roma. Solo en la primera mitad del siglo VIII, luego de la controversia iconoclasta, Sicilia fue sustraída por el emperador León III, a la jurisdicción de Roma y sometida al patriarcado de Constantinopla (ca. 732). Lilibea al igual que las otras pasaron a ser sufragáneas de la Arquidiócesis de Siracusa. La situación descrita de esta Notitia Episcopatuum es en cambio puramente ideal; de hecho a partir del 827 la isla fue conquistada por los Árabes. A partir de entonces no se tienen más noticias de ninguna de sus diócesis.
Cuando Sicilia fue reconquistada por los Normandos en el siglo XI, la diócesis de Lilibea no fue restaurada, y su antiguo territorio entró a formar parte de la nueva diócesis de Mazara del Vallo.
A partir de 1966, Lilibea es sede episcopal titular de la Iglesia católica; el actual arzobispo titular es Giuseppe Leanza, nuncio apostólico de República Checa.

## Episcopologio
- San Eustaquio † (siglo II)[4]
- San Gregorio † (siglo III-IV)
- Pascasino † (ca.  442/443 - ca. 451)
- Teodoro † (ca. 593 - 595)
- Decio † (595 - 599)
- Elías † (mencionado en 649)
- Teófanes † (mencionado en 787)

## Obispos titulares
- Henrique Hector Golland Trindade, O.F.M. † (1968 -1971)[5]
- Nicola Cavanna † (1971 - 1977)
- Carlos Alberto Nicolini † (1977 - 1984)
- Jesús Gervasio Pérez Rodríguez, O.F.M. (1985 - 1989)
- Giuseppe Leanza (1990-titular actual)[6]